# Myrmarachne septemdentata
Myrmarachne septemdentata este o specie de păianjeni din genul Myrmarachne, familia Salticidae, descrisă de Strand, 1907. Conform Catalogue of Life specia Myrmarachne septemdentata nu are subspecii cunoscute.